# Čulpan Chamatovová
Čulpan Nailevna Chamatovová (rusky Чулпан Наильевна Хаматова, tatarsky Чулпан Наил кызы Хаматова, * 1. října 1975 Kazaň) je ruská herečka tatarského původu.

## Životopis
Její jméno Čulpan znamená v tatarštině „Jitřenka“. Má mladšího bratra Šamila, který je také hercem. V dětství se věnovala krasobruslení, studovala matematiku a fyziku, později absolvovala Ruskou akademii divadelního umění a stala se členkou souboru moskevského divadla Sovremennik, hostovala také v MCHATu a Divadle národů. Na plátně debutovala v roce 1997 v ruském filmu Vremja tancora, mezinárodní ohlas získala díky hlavní ženské roli v koprodukčním filmu Bachtijara Chudojnazarova Luna Papa (1999), získala cenu za nejlepší ženský herecký výkon na festivalu v Berďansku. Později se představila v německých filmech Tuvalu (režie Veit Helmer) a Good Bye, Lenin! (režie Wolfgang Becker) i v seriálu Místo činu. V ruském životopisném televizním seriálu o Fjodoru Michajloviči Dostojevském hrála jeho první manželku Marii, výraznou roli ztvárnila také ve filmu o počátcích sovětské kosmonautiky Papírový voják (režie Alexej German). Na Mezinárodním festivale Divadlo v Plzni účinkovala v inscenaci Strindbergovy Slečny Julie.
V roce 2006 byla členkou poroty Benátského filmového festivalu, působí také v umělecké radě moskevského školního divadelního festivalu TEРРИTOРИЯ. Založila dobročinnou organizaci Daruj život!, účastnila se fotografického projektu V roli sebja, byla jednou z osobností, které nesly olympijskou vlajku při zahájení Zimních olympijských her 2014 v Soči. V roce 2012 byla jmenována národní umělkyní, v roce 2014 obdržela Státní cenu. Také získala Řád přátelství, cenu Zlatá maska a dvě ceny TEFI, třikrát byla nominována na cenu Nika. V roce 2014 byla časopisem Ogoňok uvedena na čtrnáctém místě seznamu nejvlivnějších žen Ruska.
Podle vlastních slov neumí tatarsky a v dětství konvertovala od islámu k pravoslavné církvi. Má dvě dcery s prvním manželem, hercem Ivanem Volkovem, a třetí dceru s režisérem Alexandrem Šejnem.
V roce 2022 odsoudila ruskou invazi na Ukrajinu a emigrovala se svými dcerami z Ruska do Lotyšska.

## Filmografie
- 1997 Vremja tancora
- 1998 Země hluchých
- 1999 Luna Papa
- 1999 Tuvalu
- 2000 England!
- 2000 Vánoční mysterium
- 2001 Pravidla úspěchu
- 2003 Good Bye, Lenin!
- 2003 Syn děvky
- 2004 72 metrů
- 2006 Mečenosec
- 2008 Papírový voják
- 2008 Přízrak
- 2010 América
- 2010 Dům slunce
- 2011 Dostojevskij (TV seriál)
- 2012 Das Kindermädchen
- 2014 Cizí těleso
- 2015 Tainstvěnnaja strasť (TV seriál)
- 2016 Majakovskij
- 2018 The White Crow